# Lái xe khi say rượu

Đã uống rượu bia thì không lái xe

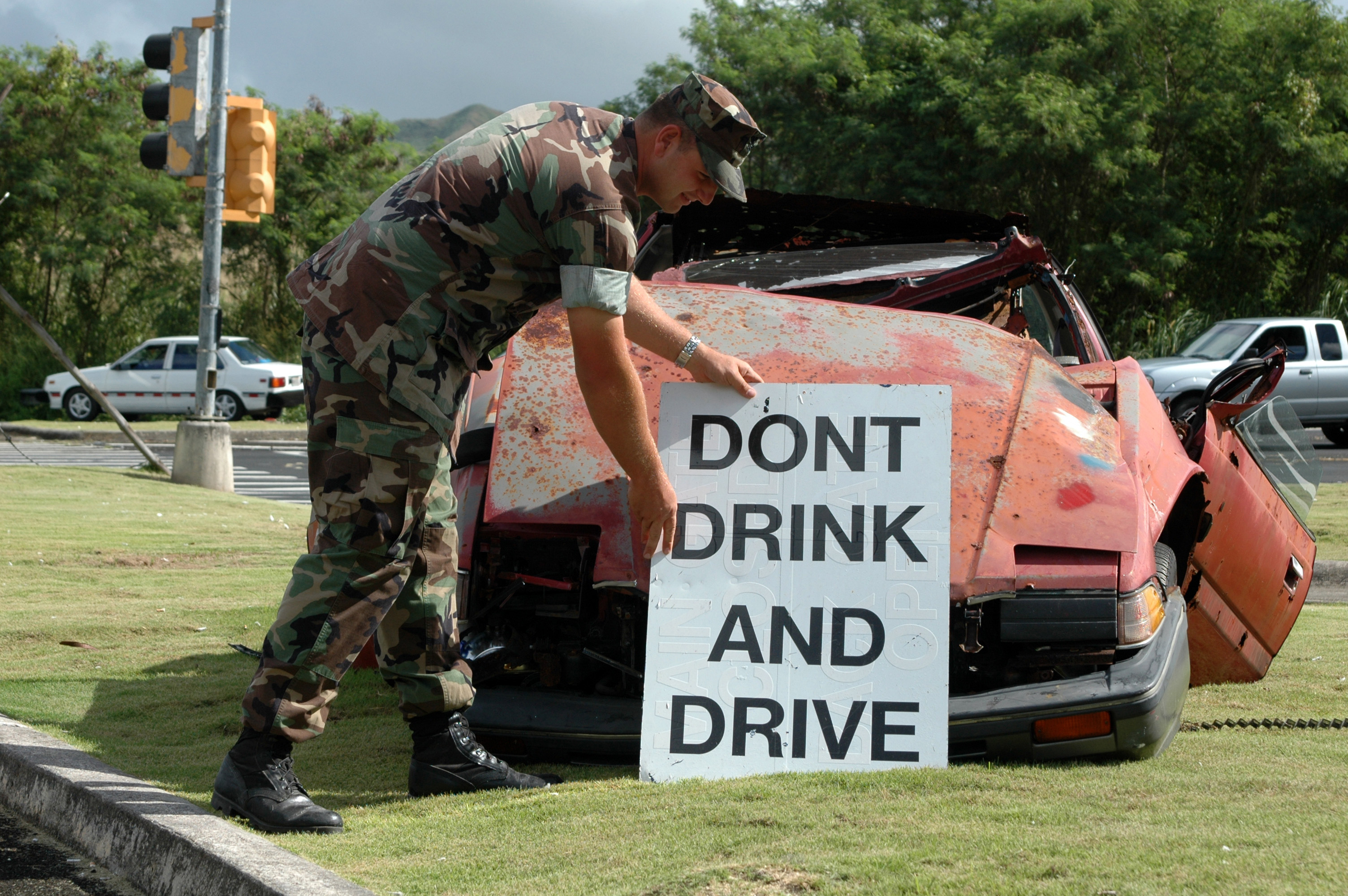
Biển báo tại căn cứ quân sự

Lái xe khi say rượu (Tiếng Anh: driving under the influence (of alcohol), viết tắt là DUI), còn gọi là ma men lái xe có nghĩa là hành vi kiểm soát và lái xe cơ giới (chúng bao gồm xe đạp, xe cộ có phát động cơ với động cơ điện hoặc máy móc, và cưỡi ngựa) dưới ảnh hưởng của rượu và đồ uống có cồn. Việc này bị phát hiện là hành vi vi phạm giao thông ở nhiều quốc gia. Thậm chí quy định là tội phạm với người điều khiển phương tiện giao thông, giấy phép lái xe có thể bị thu hồi nếu bị cảnh sát giao thông bắt. Ở nhiều quốc gia và vùng lãnh thổ, khi số vụ tai nạn do lái xe khi say rượu tăng lên, các chính phủ đang cố gắng ngăn chặn và cũng xem đây là hành vi phạm tội hình sự khi sử dụng các loại thuốc gây giảm khả năng xử lý chính xác hoặc lái xe dưới ảnh hưởng của rượu bia.
Lái xe khi say rượu ảnh hưởng đến khả năng tham gia giao thông một cách an toàn. Tăng nguy cơ tai nạn gây tử vong và thương tích. Trong luật hình sự, nó được coi là thuộc phạm trù "hiểu lầm", nghĩa là "một loại dự đoán rằng sự kiện sẽ xảy ra, nhưng người ta tin rằng nó sẽ không xảy ra mà không đề phòng". Nhưng vì lái xe khi say rượu thường dựa trên sự may mắn và coi thường mạng sống của người khác. Và kết quả là nhiều thương vong nghiêm trọng đã xảy ra. Đây là điều có thể tránh được. Do đó, một số ý kiến cho rằng lái xe khi say rượu là đang giết người.
Tại Việt Nam, tai nạn giao thông thường gia tăng vào những dịp nghỉ lễ. Chiếm một phần không nhỏ nguyên nhân trong các vụ tai nạn là lái xe khi say rượu, “ma men” đã cướp đi mạng sống của không ít các nạn nhân, đó là một khẳng định không thể phủ nhận.